# Warron Atacyński
Warron Atacyński (łac. Publius Terentius Varro Atacinus (ur. ok. 82 p.n.e., zm. 35 p.n.e.) – poeta rzymski, urodzony w Gallii.
Przetłumaczył na łacinę poemat Apolloniusza Rodyjskiego Argonautica.
Napisał także własny poemat sławiący walki Cezara w Galii Bellum Sequanicum (Wojna z Sekwenami).
Napisał też dwa eposy dydaktyczne (geograficzny pt. Chorographia na temat Europy, Azji i Afryki) oraz satyry. Z jego utworów zachowały się niewielkie fragmenty.